# Isaiah Washington
Isaiah Washington IV (Houston (Texas), 3 augustus 1963) is een Amerikaanse acteur, die het meest bekend is geworden door zijn rol als Dr. Preston Burke in de televisieserie Grey's Anatomy.

## Filmografie
- The Color of Love (1991)
- Land Where My Fathers Died (1991)
- Strictly Business (1991)
- Alma's Rainbow (1994)
- Crooklyn (1994)
- Stonewall (1995)
- Clockers (1995)
- Dead Presidents (1995)
- Girl 6 (1996)
- Get on the Bus (1996)
- Love Jones (1997)
- Mixing Nia (1998)
- Bulworth (1998)
- Rituals (1998)
- Out of Sight (1998)
- True Crime (1999)
- A Texas Funeral (1999)
- Veil (2000)
- Dancing in September (2000)
- Romeo Must Die (2000)
- Kin (2000)
- Tara (2001)
- Exit Wounds (2001)
- Sacred Is the Flesh (2001)
- Welcome to Collinwood (2002)
- Ghost Ship (2002)
- Hollywood Homicide (2003)
- This Girl's Life (2003)
- Blood on a Happy Face (2004)
- Wild Things 2 (2004)
- Dead Birds (2004)
- Trois: The Escort (2004)
- The Moguls (2005)
- Grey's Anatomy (2005-2014)
- Step Up (2006)
- The 100 (2014-2018)

- Bibsys: 4036058
- Biblioteca Nacional de España: XX1341885
- Bibliothèque nationale de France: cb14237989f (data)
- Gemeinsame Normdatei: 142381527
- International Standard Name Identifier: 0000 0001 1439 1936
- Library of Congress Control Number: no99078325
- Nationale Bibliotheek van Tsjechië: pna2008444774
- Nationale Bibliotheek van Israël: 987007434521505171
- Nationale Bibliotheek van Polen: a0000001631635
- Nederlandse Thesaurus van Auteursnamen: 393426793
- Système universitaire de documentation: 189988533
- Virtual International Authority File: 19892847
- WorldCat: E39PBJyX4YbCDMygVxYmwwvWDq